# Gakušúin
Gakušúin (japonsky 学習院), nebo Školské sdružení Gakušúin (学校法人学習院, Gakkó hódžin Gakušúin), je japonská vzdělávací instituce v Tokiu, původně založená pod názvem Gakušúšo (学習所), aby vzdělávala děti japonské šlechty. Škola se od svého vzniku rozšířila a z původního vzdělávání společenské elity se stala sítí institucí, která zahrnuje vzdělávání od předškolního až po terciární.

## Historie
Škola byla založena roku 1847 císařem Ninkó v Kjótu pod názvem Gakušúšo; jejím záměrem bylo vzdělávat děti japonské šlechty (kuge). Na Gakušúin ji roku 1849 přejmenoval císař Kómei. V roce 1877 byla přesunuta do Tokia a nadále vzdělávala děti moderní aristokracie, včetně členů císařské rodiny.
V roce 1884 se Gakušúin stala císařskou institucí, spravovanou Agenturou pro císařskou rodinu. Od roku 1885 se na škole mohly vzdělávat též dívky; v roce 1918 pak byla založena samostatná dívčí škola.
Před zrušením šlechtického stavu měli prostí občané do Gakušúin omezený přístup. Po skončení druhé světové války nařídily USA v rámci demokratizace Japonska zrušení šlechtického systému. V roce 1947 se tak z Gakušúin stala soukromá instituce, její správa přešla pod ministerstvo školství, a zápis do ní byl plně otevřen široké veřejnosti.
Počínaje rokem 1947 byla v rámci Gakušúin založena či znovuotevřena řada škol, včetně mateřské, základní, střední a vyšší střední a univerzity. Univerzita byla poprvé otevřena roku 1949 a v roce 1953 se osamostatnila dámská část.

### Předpisy
Císař Ninkó nechal na stěnách budovy Gakušúin vepsat čtyři maxima:
1. Kráčej po stezkách, které vyšlapaly nohy velkých mudrců.
2. Respektujte spravedlivé kánony říše.
3. Ten, kdo se nenaučil posvátným naukám, jak sám může vládnout?
4. Ten, kdo nezná klasiku, jak může regulovat své vlastní chování?

## Sdružení Gakušúin
Současné Školské sdružení Gakušúin zahrnuje následující instituce:
- Univerzita Gakušúin
- Dámská univerzita Gakušúin
- Chlapecká střední a vyšší střední škola Gakušúin
- Dívčí střední a vyšší střední škola Gakušúin
- Základní škola Gakušúin
- Mateřská škola Gakušúin

## Předsedové
| Č. | název              | Rok       | Titul  | Vojenská hodnost                 | Poznámka                                                                |
| -- | ------------------ | --------- | ------ | -------------------------------- | ----------------------------------------------------------------------- |
| 1  | Tanejuki Tačibana  | 1877–1884 | vikomt | –                                | Poslední daimjó z domény Miike.                                         |
| 2  | Tateki Tani        | 1884–1885 | vikomt | generálporučík (císařská armáda) | Bývalý prezident Akademie japonské císařské armády.                     |
| 3  | Keisuke Ótori      | 1885–1887 | baron  | –                                | Člen tajné rady.                                                        |
| 4  | Goró Miura         | 1887–1891 | vikomt | generálporučík (císařská armáda) |                                                                         |
| 5  | Tomosada Iwakura   | 1891      | princ  | –                                |                                                                         |
| 6  | Micuaki Tanaka     | 1891–1894 | vikomt | generálmajor (císařská armáda)   |                                                                         |
| 7  | Acumaro Konoe      | 1894–1903 | princ  | –                                | Dědic rodiny Konoe a předseda Šlectické komory (1892–1905)              |
| 8  | Dairoku Kikuči     | 1903–1904 | baron  | –                                | Matematik a ministr školství (1901–1903).                               |
| 9  | Einosuke Jamaguči  | 1905–1906 | –      | –                                | Fyzik.                                                                  |
| 10 | Maresuke Nogi      | 1906–1912 | hrabě  | generál (císařská armáda)        | Císař Hirohito vstoupil do školy v roce 1908 a absolvoval ji roku 1914. |
| 11 | Naoharu Ósako      | 1912–1917 | vikomt | generál (císařská armáda)        | Císař Hirohito vstoupil do školy v roce 1908 a absolvoval ji roku 1914. |
| 12 | Tokijuki Hódžó     | 1917–1920 | –      | –                                | Matematik a bývalý předseda Císařské univerzity v Tóhoku (1913–1917).   |
| 13 | Hjoe Ičinohe       | 1920–1922 | –      | generál (císařská armáda)        | Generální inspektorát vojenského výcviku.                               |
| 14 | Rjodžiró Fukuhara  | 1922–1929 | –      | –                                | Bývalý předseda Císařské univerzity v Tóhoku (1917–1919).               |
| 15 | Torasaburó Araki   | 1929–1937 | –      | –                                | Lékařský vědec a bývalý předseda Kjótské univerzity (1915–1929).        |
| 16 | Kičisaburó Nomura  | 1937–1939 | –      | admirál (císařské námořnictvo)   |                                                                         |
| 17 | Kacunošin Jamanaši | 1939–1946 | –      | admirál (císařské námořnictvo)   |                                                                         |

## Absolventi a členové fakulty

### Učitelé
- Kanó Džigoró — učil na Gakušúin
- Inagaki Mandžiró — vyučoval krátce na Gakušúin

### Absolventi
Císařský dům Japonska
- Jošihito, císař Taišó - pozdní 123. císař Japonska
- Hirohito, císař Šówa – pozdní 124. japonský císař
- Nagako, císařovna Kódžun, zesnulá císařovna vdova Japonska
- Císař Akihito – bývalý 125. císař Japonska
- Císař Naruhito – současný 126. japonský císař
- Masahito, princ Hitači - bratr císaře Akihita
- Hanako, princezna Hitači - manželka prince Hitači
- Fumihito, princ Akišino - syn císaře Akihita
- Kiko, princezna Akišino - manželka prince Akišino
- Kazuko, princezna Taka - sestra císaře Akihita
- Šigeko, princezna Teru - sestra císaře Akihita
- Acuko, princezna Jori - sestra císaře Akihita
- Takako, princezna Suga - sestra císaře Akihita
- Sajako, princezna Nori - dcera císaře Akihita
- Nobuhito, princ Takamacu - bratr císaře Šówa
- Kikuko, princezna Takamacu - manželka prince Takamacu
- Jasuhito, princ Čičibu - bratr císaře Šówa
- Takahito, princ Mikasa - bratr císaře Šówa
- Juriko, princezna Mikasa - manželka prince Mikasy
- Princ Tomohito z Mikasy - syn prince Mikasy
- Princezna Jasuko z Mikasy - dcera prince Mikasy
- Princezna Masako z Mikasy - dcera prince Mikasy
- Princezna Akiko z Mikasy - dcera prince Tomohita
- Princezna Jóko z Mikasy - dcera prince Tomohita
- Norihito, princ Takamado - syn prince Mikasy
- Princezna Cuguko z Takamada - dcera prince Takamady
- Princezna Noriko z Takamada - dcera prince Takamady
- Princezna Ajako z Takamada - dcera prince Takamady
- Jošihito, princ Kacura - syn prince Mikasy
- Aiko, princezna Toši - dcera císaře Naruhita

Rod Yi
- Korunní princ Generálporučík Ui Min
- Princ Yi Geon z Koreje
- Korejský princ Yi Gu
- Korejský princ Yi Kang
- Korejský princ Yi U
- Korejská princezna Tŏkhje

Ostatní
- Princezna Huisheng z Aisin Gioro ( vládnoucí rodina Čching v císařské Číně )
- Hajao Mijazaki, režisér
- Yoko Ono
- Taró Asó, bývalý premiér Japonska
- Mičihiko Kano
- Jukio Mišima, spisovatel
- Šiono Nanami, spisovatelka
- Marina Inoue
- Tecuja Kakihara
- Jošinobu Šimamura
- Hisaoki Kamei
- Akiko Kamei
- Keiko Nagaoka
- Jasuko Ikenobo
- Sajako Kuroda
- Tokugawa Cunenari
- Hirojuki Namba
- Akiko Kobajaši
- Akira Jošimura, spisovatel
- Jošiki Tanaka, spisovatel
- Jošihiko Funazaki, spisovatel
- Juki Kawauči, běžec
- Kuniko Asagi
- Mona Jamamoto
- Satomi Ton
- Tošijuki Hosokawa
- Masakazu Motoki
- Kijoši Kodama

## V beletrii
V románu Jarní sníh (Haru no juki) od Jukio Mišimy, odehrávajícím se na počátku roku 1910, navštěvují postavy Kijoaki Macuage a Šigekuni Honda zmíněnou školu.